# Deporte aficionado
El deporte aficionado o amateur es aquel donde los participantes compiten sin remuneración, en oposición al deporte profesional donde sí se les paga.
La mayoría de los deportistas en todo el mundo son aficionados y solo aquellos que destacan pueden lograr la profesionalidad. Los renumerados participan a un nivel de juego más alto, debido al tiempo completo que pueden entrenar sin el estrés de tener otro trabajo.
El amateurismo fue un ideal celosamente guardado del siglo XIX, especialmente entre las clases altas, pero se enfrentó a una erosión constante a lo largo del siglo XX con el continuo crecimiento de los deportes profesionales y ahora, estos son el objetivo de las organizaciones deportivas.

## Historia

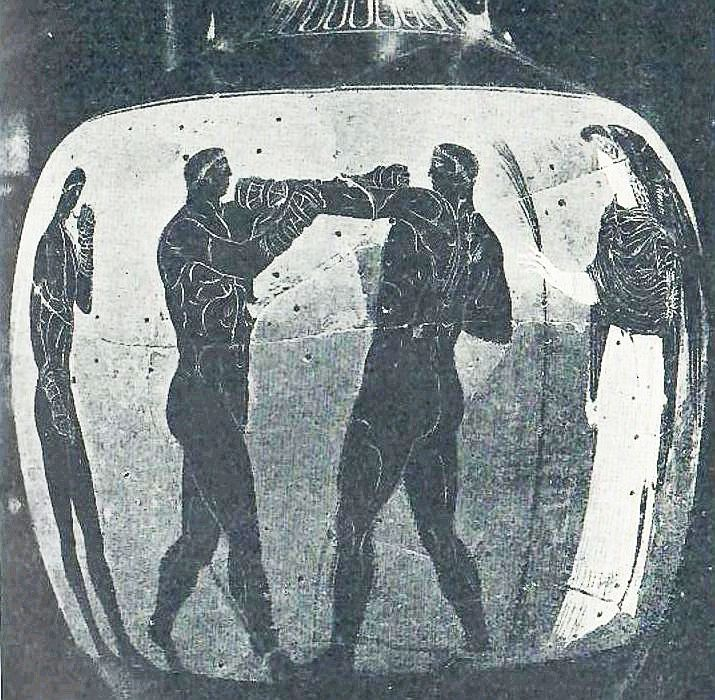
Boxeo en la Antigua Grecia.

En la Edad Antigua el deporte ya era popular, sobre todo en la Antigua Grecia y de aquellos tiempos permanecen al día del hoy las artes marciales, el boxeo y la natación. Durante la Edad Media el juego de palma, creado en la Francia del siglo XIII y lo que hoy es el tenis, fue el deporte más practicado de Europa.

### sigloXIX
La gran mayoría de los deportes populares en la actualidad se desarrollaron y organizaron en el Reino Unido durante el siglo XIX, como el fútbol y el rugby. La cultura deportiva era especialmente fuerte en colegios privados y universidades, los egresados luego seguían jugando como aficionados; pero no existía tal deporte para las demás clases, ya que la inhumana jornada laboral de aquella época no lo permitía. Pero en 1844 con la reforma del Acta de Fábricas, el tiempo libre de los trabajadores aumentó y la cantidad de deportistas creció.
Los deportes británicos llegaron al hemisferio occidental a fines del siglo (como el fútbol en Argentina, Brasil y Uruguay), en África y Oceanía el deporte se expandió por las colonias; principalmente del imperio británico (como el rugby en las actuales Australia, Nueva Zelanda y Sudáfrica) y en los Estados Unidos se crearon el baloncesto y el voleibol.

## Amateurismo vs. Profesionalismo

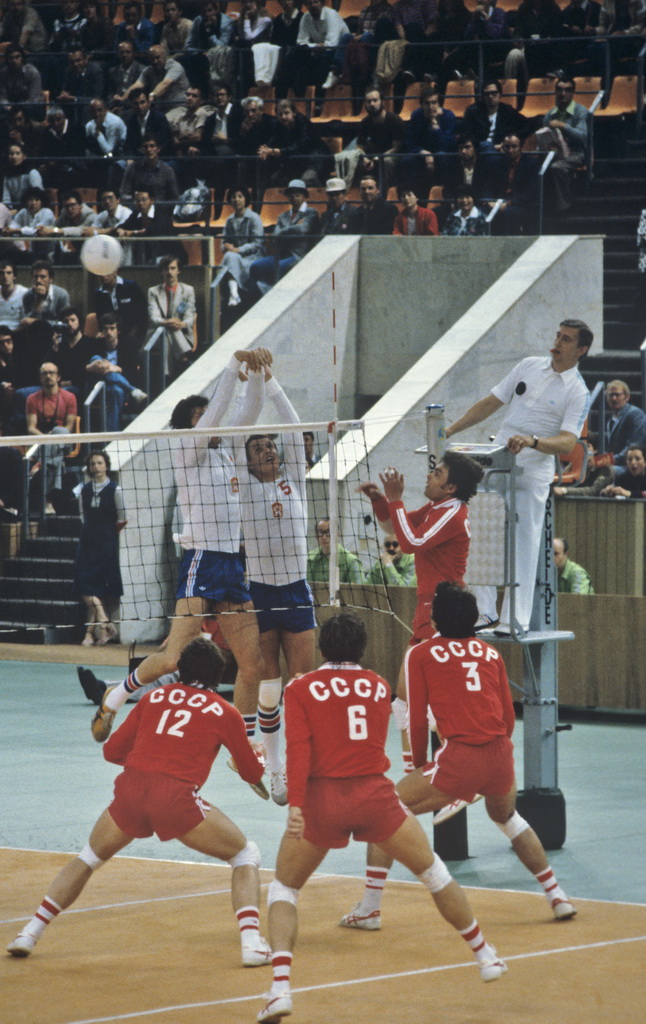
La poderosa selección soviética de vóley, de la cual sus jugadores eran profesionales encubiertos.

Los hombres de clase alta que dominaban la organización deportiva en el siglo XIX no solo tenían una preferencia teórica por el amateurismo; sino que también tenían un interés propio en bloquear la profesionalización del deporte y los deportistas de clase trabajadora no veían por qué no se les debía pagar por jugar. Por lo tanto, había intereses contrapuestos entre aquellos que deseaban que el deporte estuviera abierto a todos y aquellos que temían que el profesionalismo destruyera el «espíritu corintio».
Este conflicto se desarrolló a lo largo de más de cien años y todavía no está del todo resuelto. Algunos deportes lo trataron con relativa facilidad (como el golf que decidió tolerar la competencia entre aficionados y profesionales), mientras que otros quedaron traumatizados por el dilema y tardaron generaciones en aceptar plenamente el profesionalismo, incluso como resultado de causar un colapso en el deporte (como en 1895 con la división de rugby y la creación de rugby league).
Pueden surgir problemas para los deportistas aficionados cuando los patrocinadores se ofrecen a ayudar con los gastos de juego de un aficionado con la esperanza de llegar a acuerdos de respaldo lucrativos con ellos en caso de que se conviertan en profesionales en una fecha posterior. Esta práctica, apodada «shamateurism», un acrónimo de farsa y aficionado, estaba presente ya en el siglo XIX. A medida que las apuestas financieras y políticas en el alto nivel se hicieron más altas, el caquiatismo se generalizó aún más, alcanzando su punto máximo en las décadas de 1970 y 1980, cuando el Comité Olímpico Internacional comenzó a moverse hacia la aceptación de atletas profesionales.

## Juegos Olímpicos
Durante la mayor parte del siglo XX, los Juegos Olímpicos permitieron que solo participaran atletas aficionados y este código amateur se aplicó estrictamente: Jim Thorpe fue despojado de las medallas de atletismo por haber cobrado dinero para jugar béisbol en 1912.
Más tarde, las naciones del bloque comunista presentaron equipos olímpicos integrados por estudiantes, soldados o trabajadores, pero en realidad sus estados les pagaban para entrenar a tiempo completo. La Unión Soviética dominó muchos años el medallero olímpico gracias a esta práctica ilegal.

### Años 1960
Cerca del final de la década de 1960, la Asociación Canadiense de Hockey Amateur (CAHA) sintió que sus jugadores aficionados ya no podían ser competitivos contra los atletas a tiempo completo del equipo soviético y los otros equipos europeos en constante mejora. Presionaron por la capacidad de usar jugadores de ligas profesionales, pero se encontraron con la oposición de la Federación Internacional de Hockey sobre Hielo (IIHF) y el Comité Olímpico Internacional (COI). En el Congreso de la IIHF en 1969, la IIHF decidió permitir que Canadá utilizara nueve jugadores de hockey profesionales no pertenecientes a la NHL en los Campeonatos Mundiales de 1970 en Montreal y Winnipeg, Manitoba, Canadá.

### Años 1970
La decisión fue revertida en enero de 1970 después de que el presidente del COI, Avery Brundage, dijera que el estatus del hockey sobre hielo como deporte olímpico peligraría si se hacía el cambio. En respuesta, Canadá se retiró de todas las competiciones internacionales de hockey sobre hielo y los funcionarios declararon que no regresarían hasta que se instituyera la "competencia abierta.
Después del retiro en 1972 del presidente del COI, Avery Brundage, las reglas del amateurismo olímpico se relajaron constantemente, lo que equivale solo a tecnicismos y servicios de boquilla.
Günther Sabetzki se convirtió en presidente de la IIHF en 1975 y ayudó a resolver la disputa con la CAHA. En 1976, la IIHF acordó permitir la "competencia abierta" entre todos los jugadores en el Campeonato Mundial. Sin embargo, a los jugadores de la NHL todavía no se les permitió jugar en los Juegos Olímpicos, debido a la falta de voluntad de la NHL para tomar un descanso a mitad de temporada y la política de solo aficionados del COI.

### Años 1980
Antes de los Juegos Olímpicos de Invierno de 1984, se formó una disputa sobre lo que hacía que un jugador fuera un profesional. El COI había adoptado una regla que hacía elegible a cualquier jugador que hubiera firmado un contrato de la NHL pero hubiera jugado menos de diez partidos en la liga. Sin embargo, el Comité Olímpico de los Estados Unidos sostuvo que cualquier jugador contratado con un equipo de la NHL era un profesional y, por lo tanto, no era elegible para jugar. El COI celebró una reunión de emergencia que dictaminó que los jugadores contratados por la NHL eran elegibles, siempre y cuando no hubieran jugado en ningún partido de la NHL. Esto hizo que cinco jugadores en las listas olímpicas, un austriaco, dos italianos y dos canadienses, no fueran elegibles. A los jugadores que habían jugado en otras ligas profesionales, como la Asociación Mundial de Hockey, se les permitió jugar. El oficial de hockey canadiense Alan Eagleson declaró que la regla solo se aplicaba a la NHL y que los jugadores contratados profesionalmente en las ligas europeas todavía se consideraban aficionados. Murray Costello del CAHA sugirió que una retirada canadiense era posible. En 1986 el COI votó para permitir que todos los atletas compitieran en los Juegos Olímpicos a partir de 1988, pero dejó que las federaciones deportivas individuales decidieran si querían permitir a los profesionales.

### Años 1990
Las regulaciones olímpicas con respecto al estatus amateur de los atletas finalmente se abandonaron en los años 1990 con la excepción de la lucha libre, donde se utilizan las reglas de lucha amateur debido al hecho de que la lucha libre profesional se organiza en gran medida con resultados predeterminados.

## Actualidad

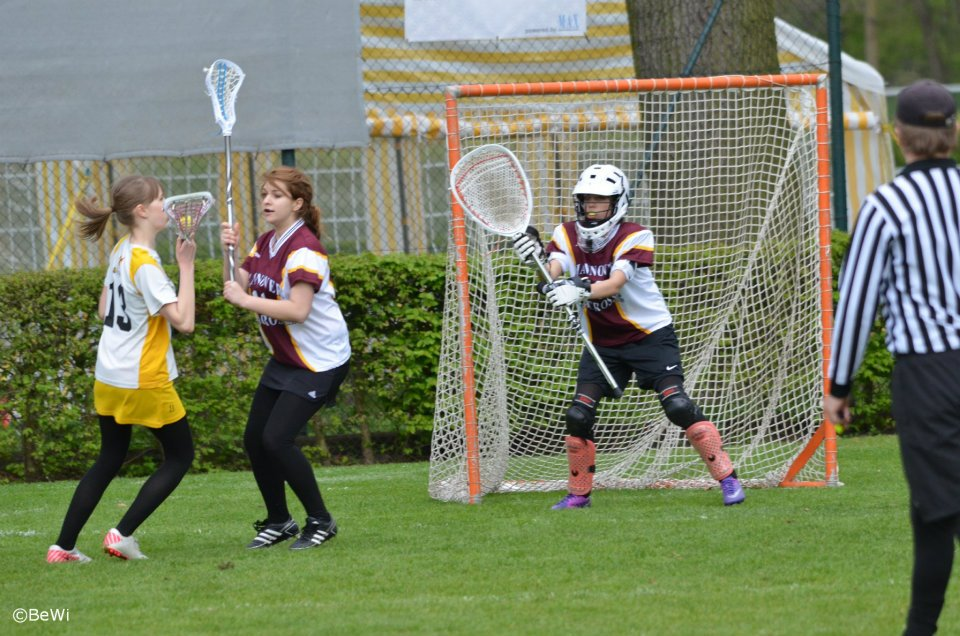
El lacrosse femenino aun no logra consolidarse profesionalmente.

A principios del siglo actual, los Juegos Olímpicos y todos los principales deportes de equipo aceptaron competidores profesionales. Sin embargo, todavía hay algunos deportes que mantienen una distinción entre el estatus amateur y profesional con ligas competitivas separadas. Los más destacados de estos son el golf y el boxeo. En particular, solo los boxeadores aficionados podían competir en los Juegos Olímpicos de Río de Janeiro 2016.